# AOT 컴파일
AOT 컴파일(ahead-of-time compile)은 목표 시스템의 기계어와 무관하게 중간 언어 형태로 배포된 후 목표 시스템에서 인터프리터나 JIT 컴파일 등 기계어 번역을 통해 실행되는 중간 언어를 미리 목표 시스템에 맞는 기계어로 번역하는 방식을 지칭한다. 이런 중간 언어로는 자바 바이트코드, 공통 중간 언어(Common Intermediate Language), IBM System/38 혹은 IBM System i의 기술 독립적 머신 인터페이스(Technology Independent Machine Interface)가 있으며 학계에서도 마이클 프란즈(Michael Franz)가 제안해 오베론 시스템의 일부 구현에서 사용된 슬림 바이너리(Slim Binaries)와 같은 제안이 있었다.
일반적으로 중간 언어를 사용하는 시스템은 실행 시간에 JIT 컴파일과 같은 기법을 통해 실행 시에만 얻을 수 있는 프로그램 분석 정보를 사용하여 높은 성능을 달성할 수 있다. 특히 객체 지향 언어나 스크립트 언어 같이 동적인 언어인 경우 효과적이다. 하지만 실행 시 프로그램 분석과 컴파일을 함께 수행하는데 추가 메모리 및 CPU 사이클이 필요한 단점이 있다. 따라서 AOT 컴파일은 이에 대한 보완책으로 사용되고 있다.

## 응용 범위
- 메모리 및 CPU 제약이 있는 경우: 인터프리터는 너무 느리고 JIT 컴파일은 너무 부담이 큰 경우로 임베디드 시스템인 경우가 많다. 단 이 경우 목표 시스템에 내장 되는 프로그램에 한해서 AOT 컴파일을 하고 내려받는 프로그램은 인터프리터나 JIT 컴파일로 실행하는 경우가 보통이다.
- 프로그램 특성 상 빠른 시작 시간과 일관된 성능이 중요한 경우: 데스크톱 환경에서 그래픽 사용자 인터페이스 위주의 프로그램인 경우가 이에 해당 한다.
- 전통적인 컴파일러 최적화가 효과적인 경우: 계산이 많은 프로그램처럼 일반 컴파일을 통한 최적화가 효과적인 경우에 사용할 수 있다. AOT 컴파일은 소스 코드 대신 중간 언어를 받아 들인다는 점을 빼면 일반적인 정적 컴파일과 동일하기 때문에 실행 시간에 비해 충분한 프로그램 분석을 통해 최적화를 보여준다.

## 구현

### 자바
- GNU 자바 컴파일러[2]: GNU 컴파일러에 자바 전단부(front-end)를 넣어서 자바 코드를 실행 코드로 컴파일한다.
- Excelsior JET[3]: 자바를 위한 상용 AOT 컴파일러 제품

### .NET CLR
- .NET NGen[4]: 마이크로소프트의 .NET CLR 구현에 포함된 AOT 컴파일러
- Mono AOT 컴파일러[5]: Mono 프로젝트의 AOT 컴파일러 구현

## 같이 보기
- Asm.js
- GCJ